# Nationalromantikken
Nationalromantikken er en åndshistorisk retning. Nationalromantikken er den gren af romantikken, som beskæftiger sig med folk og folkekultur.

## Tysk nationalromantik
Den nationalromantiske retning, også kaldt Heidelberg-romantikken, tager udgangspunkt i filosoffen Johann Gottfried von Herders tanker om folkekultur. Han havde allerede i 1770'erne udgivet to samlinger med folkeviser (Volkslieder I og II) fra forskellige dele af Europa. Herder ville bevise og begrunde, at ethvert folkeslag havde sin egen separate kultur. Samtidigt skabte Herder begrebet Volkstum (det nationale, det folkelige eller nationalitet), som blev vigtig for den nationalromantiske bevægelse.
Under trykket fra Napoleonskrigene bredte den nationalromantiske vækkelse sig til mange af de tyske stater. Nu kom brødrene Grimm til at stå centralt. Alt det, der kunne knyttes til nationens eller folkets historie, blev anset som værdifuldt, og det skulle formidles gennem kunsten. For i folkekulturen, ofte forstået som synonymt med almuekulturen (bondekulturen) hos bønder og fiskere, mente man at finde den reneste og naturligste form for kultur. Almuekulturen havde ifølge nationalromantikken udviklet sig gennem århundreder i en nær kontakt med naturen. I denne sammenhæng snakkede man om das gesunkene Kulturgut, som var glemt af overklassen og i byerne, men som havde overlevet i landsbyerne. 

## Nationalromantikkens betydning
I lande som Sverige, England og Frankrig var der opstået en politisk kultur allerede før år 1800. Her fik nationalromantikken ikke nogen større betydning for den folkelige og politiske udvikling. I stedet blev nationalromantikken en intellektuel og æstetisk retning, der efter få årtiers blomstring forsvandt fra disse lande. 
Det gik anderledes i lande, der i år 1800 var styret af enevældige (undertiden udenlandske) fyrster. Her satte nationalromantikken en folkelig og politisk vækkelse i gang. 
I Tyskland fik bevægelsen betydning for modstanden mod Napoleons overherredømme. I begyndelsen af 1800-tallet bredte bevægelsen sig til lande som Danmark, Grækenland, Polen og Norge. 
Overalt medvirkede nationalromantikken til at sætte den nationale identitet i stedet for 1700-tallets patriotiske følelser overfor fyrsten. 
Både i Europa og i andre verdensdele har mange af de nationale befrielsesbevægelser haft deres nationalromantiske perioder. I en større sammenhæng har nationalromantikken haft betydning for undertrykte folkeslags stræben efter selvstyre. I denne forbindelse har nationalromantikken ofte virket som en fødselshjælper for folkestyre. 

## Dansk nationalromantik
Den danske nationalromantik kan spores tilbage til den dansk-norske filosof Heinrich Steffens, der efter studier i Tyskland   indleder en række forelæsninger på Københavns Universitet 11.11.1802 på Elers Kollegium. Steffens taler bl.a. om en skjult åndelig enhed i naturens mangfoldige forbundne processer. Inden for kulturlivet (billedkunst, filosofi, historieskrivning, folkemindeforskning, musik og litteratur) havde nationalromantikken sin store blomstringstid i guldalderperioden (1803-1848), mens indflydelsen på arkitekturen først kom mange år senere.    

### Nationalromantikkens politiske indflydelse
Den nationalromantiske dyrkelse af almuen og bonden var med til at bane vejen for det politiske demokrati i Danmark.   
Indtil 1840 var guldalderens kulturpersonligheder ganske vist tilhængere af enevælden, og de (fx Kierkegaard og Oehlenschläger) havde konservative synspunkter. I 1840'erne optog Det nationalliberale parti nationalromantiske synspunkter. Dette parti medvirkede til en underminering af enevælden og af den dansk-tyske helstat. 
Treårskrigen (1848-1850) fremkaldte Ånden fra '48. Det nationale sammenhold, som krigen skabte, gav stødet til, at Danmark i 1849 fik Europas frieste grundlov. Det betød, at mange kom til at opfatte folkestyre og fædrelandskærlighed som to sider af den samme sag.    
Indtil 1840 fandtes nationalromantikken især hos  eliten. Men B.S. Ingemanns sange og historiske romaner medvirkede til at udbrede nationalromantiske synspunkter i det menige folk. Ånden fra 1848 fremmede nationalromantiske holdninger i alle dele af folket. N.F.S. Grundtvig var kritisk overfor nationalromantikerne, som han kaldte naturalister på grund af den romantiske dyrkelse af naturen. Grundtvigs kritik forhindrede dog ikke, at nogle af hans tilhængere blev påvirkede af nationalromantikken. 
Nationalromantikken medvirkede til at skabe en sammenhængskraft i samfundet, der fik betydning for udviklingen af det danske demokrati.   

#### Politisk kritik af nationalromantikken
Efter den tabte krig i 1864 blev De Nationalliberale kritiseret for den Ejderpolitik, der efter manges mening havde ført til tabet af Sønderjylland. I første omgang var det dog kun den nationalliberale politik, der blev kritiseret, mens de nationalliberale ideer stort set gik ram fri. Der skulle gå 20 år efter 1864, før nationalromantikken blev udsat for en sammenhængende kritik. 
Langt ind i 1870'erne var De Nationalliberale landets kulturelite, der dominerede den offentlige mening.   
I 1884 stiftede Viggo Hørup dagbladet Politiken. Her blev nationalromantikken kritiseret i den form, som den fandtes hos Højre og hos  grundtvigianerne. Hørups kritik gjorde, at eftertiden især husker de negative sider af nationalromantikken, mens bevægelsens betydning for den folkelige sammenhængskraft i samfundet og for udviklingen af folkestyret har fortonet sig.